# Tokusaburō Dan
Pour les articles homonymes, voir Dan.
Tokusaburō Dan (淡 徳三郎, Dan Tokusaburō), né le 15 août 1901 à Osaka, mort le 20 mai 1977 à Tokyo, est un journaliste et écrivain japonais. 
Durant ses études de sociologie à Osaka dans les années 1920, il crée un groupe marxiste et devient membre du Parti communiste japonais. Il est placé en détention à plusieurs reprises par le régime japonais et gagne la France en 1935. Là, il poursuit ses activités de journaliste en tant que correspondant à l'étranger. Il reste en France durant la Seconde Guerre mondiale. À la Libération, il est évacué en Union soviétique. Interné au Kazakhstan, il est rapatrié au Japon en 1948. Dans l'Après-guerre, il s'implique dans la solidarité avec les mouvements de libération nationale et notamment en faveur du FLN algérien.
Il est l'auteur d’une histoire de la Commune de Paris, traducteur en japonais d’Aragon, Clausewitz, Ehrenbourg ou Sartre.

## Études et militantisme au Japon
Inscrit en 1922, à l’université de Kyoto, il y crée un groupe marxiste avec ses camarades. Diplômé en sociologie en 1925, son mémoire porte sur Émile Durkheim, il est arrêté une première fois, en 1926, avec d’autres étudiants, en raison de son activité communiste. Devenu membre du Parti communiste japonais en 1927, il est interné en 1928 à la suite du mouvement de répression dirigé contre les communistes. En 1931, condamné à 4 ans de prison, il fait appel et retrouve la liberté : il est cependant de nouveau arrêté, à plusieurs reprises, en 1932 puis en 1933 (deux fois). Amené à comparaître de nouveau devant les tribunaux, il est condamné en 1934 à une peine de prison avec sursis.

## Séjour en France
L’année suivante, il quitte le Japon pour la France. De 1936 et 1940, il y édite en collaboration avec le sculpteur Hiroatsu Takata le Nitifutu-Tusin, publication rédigée en français et en japonais, destiné principalement aux lecteurs japonais vivant en France. Lorsque la Seconde Guerre mondiale est déclarée en 1939, il décide de rester en France, en dépit des conseils du gouvernement japonais. Il exerce alors comme journaliste correspondant dans du Manshū Nichi-Nichi Shimbun, un quotidien édité au Mandchoukouo, poste qu’un ami japonais lui a permis d’obtenir. Le 15 août 1944, la Libération engagée, il quitte Paris pour Berlin avec d’autres ressortissants japonais. En avril 1945, il est envoyé en train à Moscou par l’Armée rouge, d’où il rejoint la Mandchourie le mois suivant. Arrêté en novembre 1945 par l’armée soviétique, il est interné en janvier 1946 dans un camp situé à Alma Ata au Kazakhstan. Libéré en août 1948, il est alors rapatrié au Japon.

## Retour au Japon
Reprenant ses activités de journaliste, il accède en 1952 au poste de rédacteur en chef du magazine Heiwa (La Paix), puis, en 1955, d’Horizon. En 1957, il participe, en tant que chef adjoint de la délégation japonaise, à la Conférence de solidarité des peuples d’Asie et d’Afrique organisée au Caire. 
En tant notamment que directeur général du comité japonais de solidarité afro-asiatique (ou Comité de solidarité pour l’Afrique et l’Asie), et proche de la délégation du FLN algérien au Japon, il a contribué en 1958 à l’ouverture du bureau du FLN Extrême-Orient à Tokyo)il s’affirme alors comme un des principaux organisateurs du mouvement japonais en faveur des mouvements de libération nationale. En 1961, il participe ainsi à la fondation de l’association japonaise de l’Afrique du Nord, et en 1963, devient le correspondant au Japon du magazine Jeune Afrique. Il sera aussi l’un des membres accompagnateurs, plus tard, en 1969, d’une visite officielle de députés japonais dans les pays du Maghreb.

## Articles
- « Les intellectuels japonais et la paix », La Pensée : revue du rationalisme moderne, 1953. Allocution prononcée par Tokusaburō Dan lors de la réception donnée en l'honneur  de Ikuo Oyama par l'Union française universitaire.